# Fenylpropanoider

Strukturformel för kanelsyra.

Strukturformel för koniferylalkohol.

Strukturformel för safrol.

Strukturformel för umbelliferon.

Strukturformel för trans-resveratrol.

Fenylpropanoider är en grupp av organiska föreningar som återfinns i växter och biosyntetiseras från aminosyran fenylalanin. De har en stor mängd funktioner, däribland som skydd mot herbivorer, mikrober eller annan typ av skada, som komponenter i cellväggar, som skydd mot ultraviolett ljus, som pigment och som signalsubstanser.

## Kanelsyra
Fenylalanin omvandlas först till kanelsyra genom reaktion med enzymet fenylalanin-ammoniaklyas (PAL). En serie av hydrolyser och metyleringar leder till kumarsyra, kaffesyra, ferulsyra, 5-hydroxiferulsyra och sinapinsyra. Omvandling av dessa syror till estrar ger flyktiga doftämnen som fungerar genom att attrahera pollinerare. Ett exempel är etylcinnamat.

## Kanelaldehyd och monolignoler
Reduktion av karboxylgruppen i kanelsyran ger aldehyder som kanelaldehyd. Fortsatt reduktion ger monolignoler, däribland kumarylalkohol, koniferylalkohol och sinapylalkohol.  Monolignolerna är monomerer som polymeriseras till lignin och suberin, vilka ingår i cellväggarna hos växter.
Fenylpropener, däribland eugenol, chavicol, safrol och estragol, bildas ur monolignoler. Föreningarna ingår i olika eteriska oljor.

## Kumariner och flavonoider
Hydrolys av kanelsyra i den fjärde positionen leder till kumarsyra, som kan ytterligare modifieras till hydrolyserade derivat såsom umbelliferon. Ett annat användningsområde för p-kumarsyra är genom dess tioester med koenzym A, 4-kumaryl-CoA, är produktion av  chalkon. Chalkon är ett förstadium till flavonoider, en spridd klass av fytokemikalier.

## Stilbenoider
Stilbenoider, som resveratrol, är hydrolyserade derivat av stilben. De bildas genom cyklisk förändring av kanel-CoA eller 4-kumaryl-CoA.